# باشگاه فوتبال انفیلد ۱۸۹۳
باشگاه فوتبال انفیلد ۱۸۹۳ (به انگلیسی: Enfield 1893 Football Club) یک باشگاه فوتبال در شهر لندن بورو آف انفیلد، کشور انگلستان است که در سال ۱۸۹۳ میلادی تأسیس شده‌است.